# NGC 600
NGC 600 é uma galáxia espiral barrada (SBd) localizada na direcção da constelação de Cetus. Possui uma declinação de -07° 18' 44" e uma ascensão recta de 1 horas, 33 minutos e 05,4 segundos.
A galáxia NGC 600 foi descoberta em 10 de Setembro de 1785 por William Herschel.